# Подъячевка
Подъячевка — село в Шигонском районе Самарской области России. Входит в состав сельского поселения Береговой.

## Топоним
В источниках упоминается также как Феоктистовка (по фамилии первых владельцев) и Воскресенка (по местной церкви). Нынешнее название производное от должности одного из помещиков Феоктистовых — подьячий.

## География
Находится на реке Тукшумка, на расстоянии примерно 39 километров на северо-северо-запад от районного центра — села Шигоны.

## История
Село основано в конце XVI — начале XVII века.
В селе одноклассное училище существует с 1872 года.

## Население
| 2010 |
| ---- |
| 36   |

### Историческая численность населения
Постоянное население составляло: на 1900 г. — в 126 дворах 600 м. и 603 ж.; 78 человек (русские 99 %) в 2002 году, 36 в 2010 году.

## Инфраструктура
Личное подсобное хозяйство с зоной сельскохозяйственного использования, индивидуальная застройка усадебного типа.
Основа экономики — сельское хозяйство.

## Достопримечательности
Храм каменный, тёплый, построен в 1847 году помещиком Николаем Федоровичем Москвитиновым. Престол в нём — в честь Воскресения Христова.
Мемориал Воинам, погибшим в Великой Отечественной войне.

## Транспорт
Село доступно автотранспортом.